# Petra Felke
Petra Felke-Meier (Saalfeld/Saale, 30 luglio 1959) è un'ex giavellottista tedesca, campionessa olimpica a Seul 1988.

## Biografia

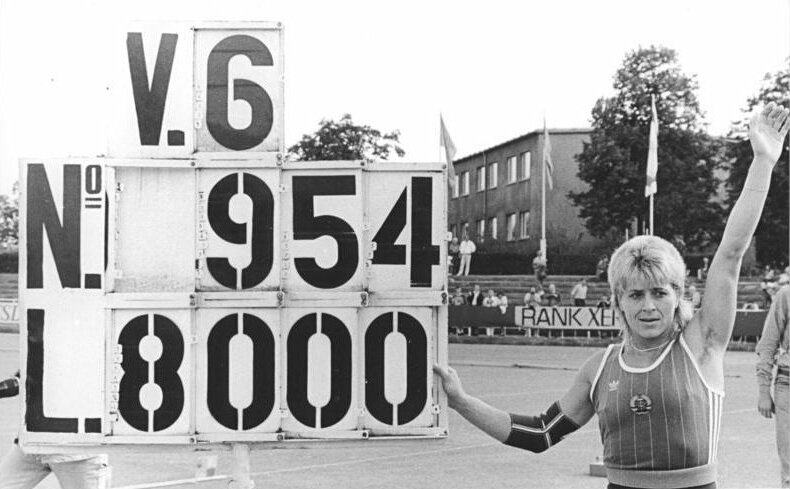
Potsdam (Germania), 9 settembre 1988: la Felke accanto al tabellone attestante la misura del record del mondo.

Nativa della Turingia, in carriera ha gareggiato per la società Motor Jena.
Nel 1985 riesce a stabilire due record del mondo (75,26 m e 75,40 m) in pochi minuti, durante una competizione a Schwerin. Il suo record del mondo durerà per solo un anno, fino al 28 agosto 1986, con il 77,44 metri ottenuto dalla britannica Fatima Whitbread durante le qualificazioni dei Campionati europei di Stoccarda.
Ai Campionati del mondo di Roma 1987, concluse ancora seconda dietro all'atleta britannica che già l'aveva battuta durante gli europei di Stoccarda.
Tra il 1984 ed il 1988 ha conseguito ben 69 vittorie in 76 gare.
Nel 1988 vince il suo primo titolo olimpico a Seul con un lancio a 74,68 metri.
Come molti atleti della Germania est, dopo la caduta del muro di Berlino, e cioè a partire dalle manifestazioni internazionali del 1991, ha gareggiato per la Germania unificata.

## Record mondiali
Il 9 settembre 1988 la Felke, con la misura esatta di 80 metri stabilì, a Potsdam, il record del mondo col vecchio attrezzo, record rimasto imbattuto allorché si passò al nuovo attrezzo.

## Palmarès
| Anno | Manifestazione   | Sede       | Evento                 | Risultato | Misura  | Note            |
| ---- | ---------------- | ---------- | ---------------------- | --------- | ------- | --------------- |
| 1977 | Europei juniores | Donec'k    | Lancio del giavellotto | Argento   | 57,68 m |                 |
| 1982 | Europei          | Atene      | Lancio del giavellotto | 7ª        | 65,56 m |                 |
| 1983 | Mondiali         | Helsinki   | Lancio del giavellotto | 9ª        | 62,02 m |                 |
| 1986 | Europei          | Stoccarda  | Lancio del giavellotto | Argento   | 72,52 m |                 |
| 1987 | Mondiali         | Roma       | Lancio del giavellotto | Argento   | 71,76 m |                 |
| 1988 | Olimpiadi        | Seul       | Lancio del giavellotto | Oro       | 74,68 m | Record olimpico |
| 1990 | Europei          | Spalato    | Lancio del giavellotto | Bronzo    | 66,56 m |                 |
| 1991 | Mondiali         | Tokyo      | Lancio del giavellotto | Argento   | 68,68 m |                 |
| 1992 | Olimpiadi        | Barcellona | Lancio del giavellotto | 7ª        | 59,02 m |                 |

## Altre competizioni internazionali
1987
- Coppa Europa di atletica leggera ( Praga)

1989
- Coppa Europa di atletica leggera ( Gateshead)

1991
- Coppa Europa di atletica leggera ( Francoforte)